# Xã Niven, Quận Cleveland, Arkansas
Xã Niven (tiếng Anh: Niven Township) là một xã thuộc quận Cleveland, tiểu bang Arkansas, Hoa Kỳ. Năm 2010, dân số của xã này là 395 người.